# Tightrope
Tightrope es una serie de televisión de detectives estadounidense, protagonizada por Mike Connors, que salió al aire en la cadena televisiva CBS desde septiembre de 1959 hasta septiembre de 1960.

## Producción
Producida por Russell Rouse y Clarence Greene en colaboración con Screen Gems, la serie tuvo como estrella a Mike Connors. En un principio iba a titularse Undercover Man, pero se le cambió el título poco antes de que empezara a emitirse.
Pese a la popularidad de la serie, esta fue cancelada después de solo una temporada. Mike Connors dijo en una entrevista que el patrocinador de la serie rechazó la petición de la CBS, para mover Tightrope a una franja horaria más tarde en un día diferente. Connors tampoco quería que sugirieran cambios para el show y que se convirtiera en un formato de hora con un coprotagonista, porque pensaba que esa modificación eliminaría el elemento de suspenso de la historia.
La serie fue filmada en blanco y negro y se grabaron 37 episodios.

## Argumento
Mike Connors es un agente secreto llamado "Nick" al que se le asigna la misión de infiltrarse en las bandas de delincuentes, un argumento habitual en el cine negro. La policía a menudo no sabía que Nick estaba trabajando para la ley, con lo que corría peligro tanto por parte de los delincuente como de la policía. Nick tenía un truco especial: además de su arma en la cartuchera, llevaba una segunda pistola escondida en una funda en la espalda.

## Enlaces
- Datos: Q3991268